# Lê Đình Kỵ
Giáo sư, Nhà giáo Nhân dân Lê Đình Kỵ (4 tháng 4 năm 1923 – 24 tháng 10 năm 2009) tại xã Điện Quang,huyện Điện Bàn, Quảng Nam. Ông là giáo sư chuyên ngành văn học của Việt Nam.

## Tác phẩm
1. Phương pháp nghệ thuật. Nhà xuất bản Giáo dục, 1962.
2. Đường vào thơ. (Tập I, Tập II). Nhà xuất bản Văn học 1969.
3. Truyện Kiều và chủ nghĩa hiện thực thời đại Nguyễn Du. Nhà xuất bản Khoa học Xã hội, 1970.
4. Cơ sở lý luận văn học, tập 4. Nhà xuất bản Giáo dục, 1971.
5. Sáng mắt sáng lòng. Nhà xuất bảnVăn học, 1978.
6. Thơ Tố Hữu. Nhà xuất bản Đại học, 1979.
7. Nguyên lý văn học. Trường Đại học Tổng hợp TP. Hồ Chí Minh, 1986.
8. Phương pháp sáng tác. Trường Đại học Tổng hợp TP. Hồ Chí Minh, 1986.
9. Nhìn lại tư tưởng văn nghệ thời Mỹ – Nguỵ. Nhà xuất bản thành phố. Hồ Chí Minh, 1986.
10. Thơ với Xuân Diệu, Chế Lan Viên, Hoài Thanh. Nhà xuất bản Cửu Long, 1988.
11. Hiểu đúng đắn Truyện Kiều. Nhà xuất bản Đồng Tháp, 1988.
12. Thơ mới những bước thăng trầm. Nhà xuất bản Thành phố. Hồ Chí Minh, 1988.
13. Trên đường văn học (2 tập). Nhà xuất bản Văn học, 1995.
14. Nghiên cứu phê bình văn học. Nhà xuất bản Giáo dục, 1998.